# 尹旻
尹旻（1422年—1503年），字同仁，山东濟南府历城（今属济南市）人，明朝政治人物。

## 生平
父尹宏曾为泉州府知府。尹旻於正统十二年（1447年）举乡试第一，次年成进士。改庶吉士，景帝时授刑科给事中。历任通政参议、吏部右侍郎，官至吏部尚书，加太子太傅。在吏部二十余年，无甚作为，是民谣所称之 “纸糊三阁老、泥塑六尚书”之一。后来因子尹龙事，被阁臣万安、吏部左侍郎彭华等弹劾，尹龙流放戍边，尹旻以尚书衔致仕。弘治十六年（1503年）病卒。赠太子太保，谥恭简。

## 家族
曾祖尹均壽，祖尹得名，父尹宏，母姚氏。